# Форест, Фред
Фред Форест (фр. Fred Forest; род. 6 июля 1933[…], Маскара) — французский медиа-художник, использующий видео, фотографию, печатную прессу, почту, радио, телевидение, телефон, телематику и Интернет в самых разных инсталляциях, которые исследуют как последствия, так и потенциал медийного пространства. Является соучредителем Социологического художественного коллектива (1974) и движения «Эстетика общения» (1983).
Форест принял участие в Венецианской биеннале (1976) и выставке Documenta (1977, 1987), а его работы завоевали награды на Биеннале-ду-Сан-Паулу (1973) и на фестивале электронных искусств в Локарно (1995). В 2004 году архивы Фореста, в том числе его видео-работы, были добавлены в коллекцию Национального института Франции. Ретроспектива его работы была проведена в Фонде Слаута в Филадельфии в 2007 году.
Обладатель докторской степени по гуманитарным наукам в Сорбонне (в его диссертационном комитете 1985 года были Авраам Молес, Фрэнк Поппер и Жан Дювиньо), Форест также преподавал на факультете Высшей национальной школы искусств в Сержи-Понтуазе, Парижском университете, Пантеон-Сорбонна и университете Ниццы — Софии Антиполис. Он является автором многочисленных книг по искусству, коммуникации и технологиям, включая Pour un art actuel: l’art à l’heure d’Internet (1998), («Искусство сегодняшнего дня: искусство в эпоху Интернета»), Fonctionnements et dysfonctionnements de l’Art Contemporain (2000), («Внутренние работы и нефункциональность современного искусства»).
Помимо своих работ, которые часто внедряются в средства массовой информации и используют рекламу как источник привлечения внимания, Форест хорошо известен во Франции как яростный критик истеблишмента современного искусства. Он также является одним из основателей французского контента Fête de l’Internet или Internet Fest.

## Истоки
Художник-самоучка, чье формальное образование закончилось после начальной школы (позднее он защитил докторскую диссертацию), Форест в течение пятнадцати лет работал служащим почтовой службы, сначала в Алжире, а затем во Франции, прежде чем принять решение посвятить себя исключительно художественным практикам. В начале 1960-х годов он работал иллюстратором для французских газет Combat и Les Echos и экспериментировал с проекцией движущихся и неподвижных изображений. Получив видеорегистратор Sony CV-2400 Portapak в 1967 году в рамках рекламной кампании Sony France, он считается одним из первых художников в Европе и мире, которые экспериментируют с видео. Первые экспериментальные видеокассеты Фореста «Телефонная будка» и «Стена Арля» датируются 1967 годом. Его первая официальная выставка видеоарта «Допрос 69», интерактивная видеоинсталляция, состоялась в мае 1969 года.
Под влиянием политического и культурного брожения майских событий 1968 года во Франции, ситуационистской критикой общества зрелищ, сочинениями Маршалла Маклюэна, концепцией «открытой работы» Умберто Эко и провозглашенной цели авангарда преодолеть барьер между искусством и повседневной жизнью в 1969 году Форест прекратил производство традиционных предметов искусства и сосредоточился на утопической форме «социальной практики», действующей «под прикрытием искусства». Из-за своей мобильности, низкой эстетичности, непосредственности и потенциала для интерактивной обратной связи, видео было инструментом выбора для такой экспериментальной социальной практики.

## Социологическое Искусство
В 1974 году Форест объединил усилия с Эрве Фишером и Жан-Полем Тено, чтобы сформировать новое направление в современном искусстве названное социологическим. Члены социологического художественного коллектива были приглашены представлять Францию на 76-й Биеннале в Венеции Пьером Рестани, который стал другом и сторонником Фореста и его работы.
Видео и видео-инсталляции Фореста, за этот период включают таки работы как «Жесты в работе и социальной жизни» (1972-1974), «Электронное расследование улицы Генего» (1973), «Видео для пожилых граждан» (1973), "Видео «Портрет коллекционера в реальном времени» (1974), «Рестани Дайнс в La Coupole» (1974), «Мадам Солей, выставленная во плоти» (1975) и «Видео Семья» (1976).
В 1973 году Форест был награждён главным призом в области коммуникации на 12-й Биеннале-ду-Сан-Паулу за серию провокационных действий, включающих демонстрацию уличных шествий с демонстрантами с пустыми плакатами, интерактивные эксперименты в прессе и мультимедийную инсталляцию с телефоном без цензуры в Call-In центре. Эти действия вызвали внимание и недовольство военного режима Бразилии, и Форест был задержан политической полицией, и был освобожден только после того, как посольство Франции вмешалось.
Действия Фореста на протяжении 1970-х годов и далее были нацелены на культурные и политические аспекты действий власти. Для проекта «The Artistic M2» Форест создал сертифицированную девелоперскую компанию и разместил объявления в национальной и международной прессе, в которых объявлял о своих планах продавать «художественные» квадратные метры земли — небольшие участки не застроенной земли недалеко от франко-швейцарской границы. Реклама подтолкнула полицию к расследованию мошенничества с недвижимостью, и власти вмешались, чтобы остановить продажу первого квадратного метра участка на открытом аукционе рядом с рядом современных картин и скульптур. В последнюю минуту Форест заменил крошечный участок земли кусочком ткани размером 1 квадратный метр, который был растоптан участниками аукциона, когда они пересекали порог, и этот официально «нехудожественный» квадратный метр ткани был продан за 6500 франков на аукционе, благодаря публичной акции Форест и привлечению полицейского расследования.

## Эстетика общения
Хотя социальные и политические проблемы, впервые возникшие в рамках Социологического искусства, оставались главными в его работе, в 1980-х годах Форест все больше интересовался «имманентными реалиями» электронного и сетевого общения. Он осудил современное искусство за то что оно в значительной степени проигнорировало эти средства коммуникации, которые изменили повседневную жизнь и добавили в реальность совершенно новое измерение: виртуальное пространство информации и коммуникации, которое Форест уподобил новой территории, «выкопанной из пустоты». В целях содействия художественному исследованию сенсорных, когнитивных, психологических, символических, эстетических, духовных и социальных свойств электронных средств связи, Форест и профессор Марио Коста из Университета Салерно создали в 1983 году Международную исследовательскую группу по эстетике общения. К ним присоединился теоретик СМИ Деррик де Керкхов, директор Программы Маклюэна по культуре и технологиям в Университете Торонто, и широкий круг художников, в том числе многие из пионеров телекоммуникаций и телематического искусства.
Сам Форест был автором манифеста группы «За эстетику общения», опубликованного в 1985 году. В этом тексте было изложено его видение мета-коммуникационного искусства, цель которого не в том, чтобы передать какое-то конкретное сообщение или образ, а в том, чтобы создать экспериментальные микросреды общения, в которых могут быть обнаружены определённые, обычно скрытые особенности самих медиа.
Собственные мета-коммуникационные произведения Фореста делятся на три большие категории. Первый включает в себя выступления в средствах массовой информации, которые в некоторой степени напоминают технологические версии коанов, которые мастера дзен произносят своим ученикам, чтобы вызвать внезапные вспышки понимания бытия и окружающей действительности. В случае Фореста такие работы часто фокусируются на изменённых воспринимаемых реальностях времени и пространства в медиа-среде. Известные примеры включают «Немедленное вмешательство» (1983), «Здесь и сейчас» (1983), «Электронный синий, в честь Ива Кляйна» (1984), «Празднование настоящего» (1985) и «Сломанная ваза» (1985). Другой тип работы включает в себя причудливые упражнения в телеприсутствии и участии на расстоянии. В качестве примеров можно привести «Телефонное ралли» (1986) и «Телефонный кран» (1992), в котором люди внесли свой вклад в наполнение ведра в выставочном зале Турина, включив кран дистанционно, импульс включения был вызван их местными и междугородними телефонными звонками. Другие работы представляет собой серию амбициозных инсталляций, в которых представлены альтернативные интерфейсы для существующих средств массовой коммуникации и широкое участие общественности. Примеры включают «Фондовую биржу» (1982), «Вавилонскую пресс-конференцию» (1983), «Узнайте телевизор, слушая ваше ради»  (1984), «В поисках Джулии Маргарет Кэмерон»  (1986) и «Зенаида и Шарлотта берут бурю в СМИ»  (1988).
Как показывает предыдущий пример, работы Фореста этого периода ни в коем случае не были лишены политических подоплек. Другие примеры включают его установку светодиодных досок объявлений, сопоставляющих библейские стихи и новостные рассылки о войне в Персидском заливе «Электронная Библия и война в Персидском заливе» (1991), его публичную кампанию за пост президента Болгарского национального телевидения «За утопическое и нервное телевидение» (1991) и его трансляцию сообщений о мире в бывшейЮгославию по радио и громкоговорителям, установленным на вышках вблизи границы («Сторожевые башни мира» (1993).

## Веб-арт
Форест продолжал создавать ряд важных онлайн-работ, в том числе «Time Out» (1998, для первого Fête de l’Internet), «Машина обработки времени» (1998), «Техно-свадьба» (1999), «Центр Мира» (1999), «Территориальные экскурсии» (2001), «Сетевой цвет» (2000), «Мясо: территория тела и сетевое тело» (2002), «Картинки памяти» (2005), «Цифровой уличный уголок» (2005) и «Биеннале 3000» (2006). Многие из этих работ посвящены разработке новых антропологических моделей для мира, в котором как отдельному человеку, так и сообществу пришлось столкнуться с двойным эффектом дематериализации и детерриториализации, процессами, ускоренными благодаря новым цифровым технологиям сетевой коммуникации. Некоторые из произведений буквально представляют собой обряды прохождения. Так в работе «Техно-свадьба», совместного проекта Фореста и коллеги по цифровым медиа-художникам Софи Лаво. На самом деле работа была настоящей свадьбой Фореста и Лаво, которая транслировалась в прямом эфире вместе с вариантом церемонии в виртуальной реальности. Другой пример можно найти в работе «Центр мира», которая предоставила общественности возможность совершить физическое или вертуальное паломничество к подобной святыне установке, содержащей цифровую реликвию старого территориально-центрированного мира.
Начиная с 2008 года, Форест запустил новую серию выступлений в среде Second Life.

## Акции 2010-х годов
Последние работы Фореста продолжают демонстрировать его критический подход к современному искусству и обществу, а также его приверженность изучению антропологических, сенсорных и философских последствий жизни в медийном пространстве. В качестве примера можно привести «Бал трейдеров» (2010), в котором рассматривались последствия глобального финансового кризиса 2007—2008 годов в онлайн-спектакле Second Life в сочетании с инсталляцией в Лаборатории галереи в Нью-Йорке. Работа «Приливы и отливы: Интернет-пещера» (2011), это мультимедийная среда в Альби, Франция, которая позволила посетителям встретить свои собственные цифровые тени в пещере, напоминающей знаменитую аллегорию Платона из трактата Государство.
И несанкционированное выступление протеста на месте выставки Video Pompidou в 2012 году в Центре Помпиду (Форест сам связал себя с ног до головы в старой видеозаписи Portapak, а затем пригласил представителей общественности освободить его, в то время как он предложил свою критику институциональной памяти раннего видеоарта).
В июле 2015 года с Дерриком де Керкховом, Морисом Бенаюном, Томом Клинковштейном и другими деятелями искусства, мыслителями и философами он принял участие в семинаре Натана Карчмара ArtComTec.